# Jadwiga Falkowska

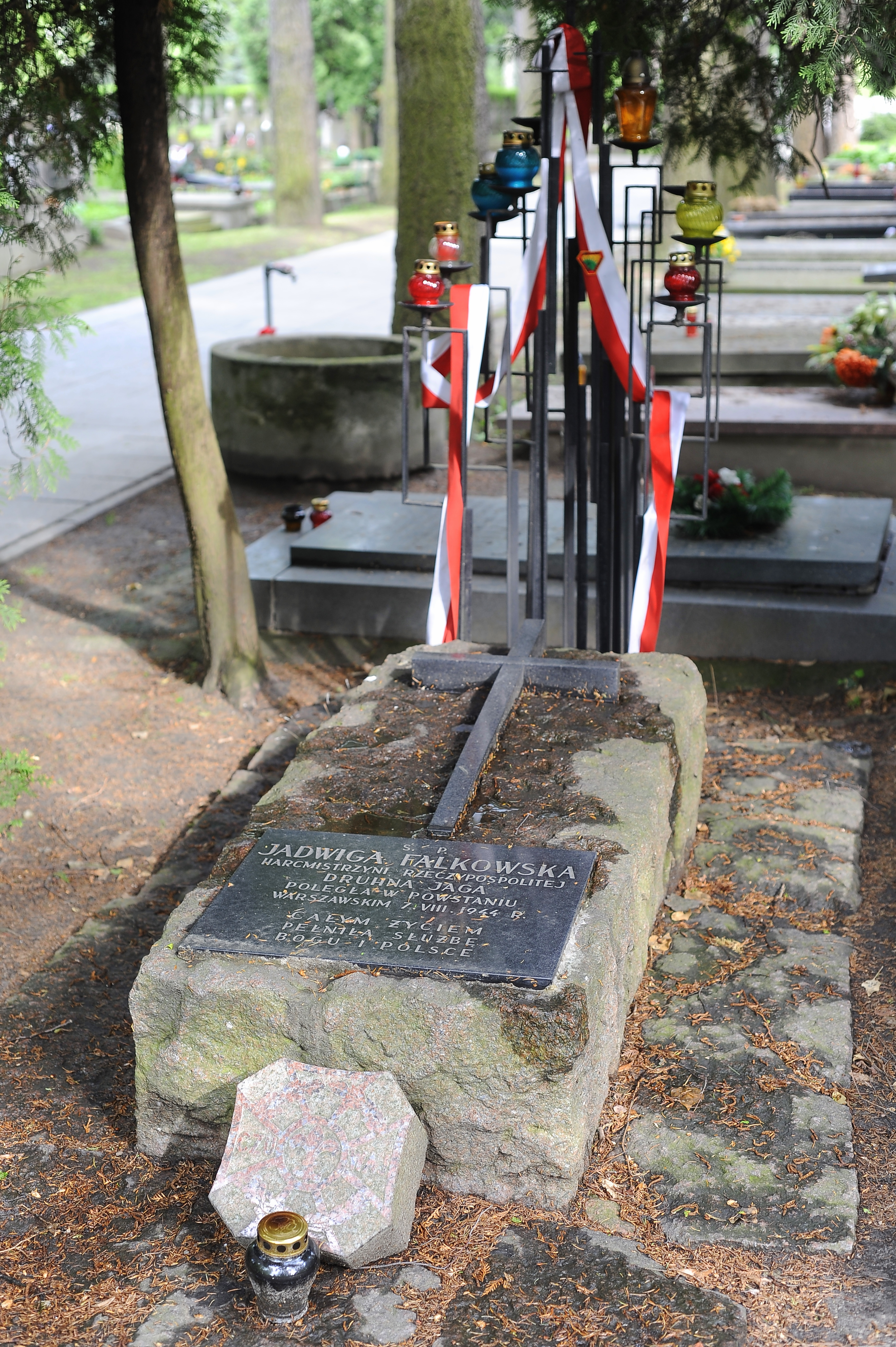
Grób Jadwigi Falkowskiej na warszawskim Cmentarzu Wojskowym na Powązkach

Jadwiga Falkowska, ps. „Jaga”, „Ludwika”, „Zdzisława” (ur. 1 listopada?/13 listopada 1889 w Twerze, zm. 7 sierpnia 1944 w Warszawie) – polska fizyczka, nauczycielka, działaczka społeczna i instruktorka harcerska. Jedna z założycielek polskiego harcerstwa dziewcząt, harcmistrzyni Rzeczypospolitej, asystentka na Politechnice Warszawskiej i na Uniwersytecie Stefana Batorego w Wilnie.

## Życiorys

### Dzieciństwo w Twerze
Córka Stanisława (1849–1923) i Leontyny z Kraszewskich (1864–1935), urodziła się w Twerze w Rosji, gdzie jej ojciec prowadził własną aptekę, oboje rodzice byli działaczami społecznymi. Już jako uczennica rosyjskiego Twerskiego Maryjnego Gimnazjum Żeńskiego współorganizowała koło polskie, które prowadziło pracę samokształceniową, amatorski teatr i uroczyście obchodziło polskie święta narodowe.

### Początki skautingu
Po ukończeniu w 1908 gimnazjum ze złotym medalem podjęła studia z zakresu fizyki teoretycznej i eksperymentalnej oraz astronomii na Wydziale Matematyczno-Przyrodniczym Uniwersytetu Lwowskiego. We Lwowie włączyła się w działalność społeczną i niepodległościową. Wstąpiła do Organizacji Młodzieży Niepodległościowej „Zarzewie” oraz do tajnej organizacji Armia Polska, w której ukończyła kurs podoficerski, uczestniczyła w ruchu odnowy moralnej i abstynencji „Eleusis”, zetknęła się po raz pierwszy z ideą skautingu i poznała założycieli harcerstwa – Andrzeja Małkowskiego i Olgę Drahonowską. Jadwiga Falkowska weszła w skład powstałej w 1911 roku III Lwowskiej Drużyny Skautowej (I Żeńskiej Drużyny Skautowej) im. Emilii Plater, której drużynową była Olga Drahonowska i której prowadzenie po niej przejęła w końcu 1912. Wspólnie z Małkowskim, Drahonowską i Emilią Czechowiczówną opracowała cele i metody pracy żeńskich drużyn skautowych, wydane w 1912 roku w broszurze Skautki polskie. Była sekretarką Zarządu Głównego Żeńskich Drużyn Skautowych przy Związkowym Naczelnictwie Skautowym, wspierała ideę skautingu i pracę powstających drużyn zarówno w Galicji, jak i na terenie pozostałych zaborów, organizowała żeńskie drużyny w Wilnie, Poznaniu i Warszawie oraz żeńskie kursy skautowe w Berezowie Niższym na Huculszczyźnie (16 lipca – 6 sierpnia 1913, wraz z Marią Opieńską; kurs Żeńskiej Komendy Skautowej w Warszawie, w marcu 1914). Od 1913 kontynuowała studia na Uniwersytecie Jagiellońskim.
Przez pewien czas pracowała jako nauczycielka w Twerze, gdzie również zakładała drużyny skautowe (męską i żeńską), tam zastał ją wybuch I wojny światowej. W 1915–1918 kontynuowała studia na Uniwersytecie Moskiewskim i również w Moskwie działała na rzecz polskiej społeczności. Zorganizowała bursę akademicką dla polskich studentek, była komendantką harcerskich drużyn żeńskich, drużynową i zastępową zastępu instruktorek.

### Okres międzywojenny
Jesienią 1918 przyjechała wraz z matką i siostrą do Warszawy i zdała końcowe egzaminy na Uniwersytecie Warszawskim. Do końca 1919 roku była komendantką stołecznego harcerstwa żeńskiego. Jednocześnie pracowała jako asystentka na Politechnice Warszawskiej i uczyła w szkołach wieczorowych.
Uczestniczyła w zjeździe założycielskim ZHP w Lublinie w 1918. W czerwcu 1919, podczas III Zjazdu Naczelnej Rady Harcerskiej w Zwierzyńcu, weszła w skład pierwszego Naczelnictwa ZHP i Naczelnej Rady Harcerskiej, zajmowała się sprawami programowymi. Kiedy w marcu 1920 powstała Główna Kwatera Żeńska, objęła w niej Dział Metodyki Ogólnej.
Latem 1920, gdy do stolicy zbliżył się front wojny polsko-bolszewickiej, wstąpiła do II Harcerskiej Czołówki Sanitarnej „Czujka”, zorganizowanej przez Pogotowie Wojenne Harcerek, i pełniła w niej służbę przyfrontową.
Jesienią 1920 otrzymała stanowisko asystenta przy katedrze fizyki na Uniwersytecie Stefana Batorego w Wilnie. Będąc nadal członkinią NRH, włączyła się w pracę Chorągwi Wileńskiej: kierowała wydziałem programowym w komendzie chorągwi, wchodziła w skład zarządu okręgu, prowadziła drużynę starszych dziewcząt i działała w kole starszoharcerskim. Reprezentowała polskie harcerstwo na forum międzynarodowym – wraz z Olgą Małkowską uczestniczyła w międzynarodowych konferencjach skautek w Cambridge (1922) i w Foxlease k. Lyndhurst (1924), gdzie wygłosiła referat na temat kształcenia instruktorek.
W 1925 powróciła do Warszawy. Objęła stanowisko asystenta na Politechnice Warszawskiej i wykładała fizykę w szkole w Wyszkowie. W latach dwudziestych była dwukrotnie komendantką Chorągwi Warszawskiej Harcerek.
W 1926 przeprowadziła w Sromowcach Wyżnych VI Konferencję Programową Instruktorek i tam została wybrana Naczelniczką Harcerek, kierowała także wydziałem programowym w Głównej Kwaterze Harcerek. Za jej kadencji powstała w Głównej Kwaterze Harcerek komisja zuchów i opracowano programy sprawności zuchowych. Ponieważ w Warszawie nie mogła znaleźć wolnego etatu nauczycielskiego, musiała dojeżdżać do szkoły spoza stolicy, dlatego też po roku, w 1927, zrezygnowała z funkcji Naczelniczki. W latach 1927–1928 pracowała w Seminarium Nauczycielskim w Bodzentynie.
Była komendantką II Ogólnopolskiego Zlotu Harcerek (Narodowego Zlotu Drużyn Żeńskich) w Wyszkowie-Rybienku nad Bugiem (1928) i II Ogólnopolskiego Zlotu Żeńskiej Starszyzny Harcerskiej (drużynowych i instruktorek) w Kiełpinach na Pomorzu (1930). Do harcerstwa żeńskiego wprowadziła gry i biegi. W Wyszkowie po raz pierwszy zastosowano bieg harcerski jako sposób sprawdzania umiejętności oraz wprowadzono na większą skalę gry polowe. Krótkie i dłuższe, nawet wielodniowe gry polowe stały się specjalnością Falkowskiej. Z kolei w Kiełpinach wypróbowano nowatorski podział na drużyny „specjalnościowe”, w których nie było „nauczających” i „uczących się”, tylko wszystkie harcerki musiały wnieść swój wkład i coś zdobyć, aby po zlocie wzbogacić zdobyczami swoje środowiska. Starsze instruktorki i funkcyjne były wymieszane z młodszymi. Każda drużyna miała własny obóz i realizowała własny program, ale schodziły się na wspólne ogniska, uroczystości, odprawy i gry polowe. Wszystkie funkcyjne miały żyć bezpośrednio życiem harcerskim.
Jadwiga Falkowska znalazła się w gronie czterech harcerek (obok Olgi Małkowskiej, Marii Wocalewskiej i Heleny Śliwowskiej), które w latach dwudziestych, jako współtwórczynie harcerstwa, uhonorowano tytułem harcmistrzyni Rzeczypospolitej.
Była entuzjastką sportu i zapaloną taterniczką, trenowała skok wzwyż. W górach wynajmowała niewielką drewnianą chatkę, którą jej przyjaciele nazywali „chatką Baby Jagi”.
W 1928 otrzymała pracę jako nauczycielka fizyki w Liceum Krzemienieckim w Krzemieńcu na Wołyniu i tam zamieszkała na kolejne 10 lat. Była wychowawczynią, organizatorką prac społecznych i różnych form służby i działalności kulturalnej, prowadziła kółka dyskusyjne i doświadczalne, organizowała przedstawienia i wycieczki. Działała w powiatowym zjednoczeniu organizacji społecznych, zapraszała do Krzemieńca na odczyty wybitnych naukowców.
Wchodziła w skład komendy Wołyńskiej Chorągwi Harcerek, prowadziła Hufiec Krzemieniecki i drużynę przy seminarium nauczycielskim w Krzemieńcu, kształciła drużynowe i instruktorki. Latem prowadziła obozy wędrowne i organizowała gry polowe na obozach stacjonarnych. W latach 1934–1939 kierowała też wydziałem programowym Głównej Kwatery Harcerek, wtedy to powstały nowe programy stopni dla młodszych dziewcząt i nowe programy sprawności. W 1934 uczestniczyła w VIII Światowej konferencji WAGGGS w Adelboden w Szwajcarii.
Falkowska opracowała i prezentowała na kolejnych konferencjach instruktorskich koncepcję „wędrowania przez życie” – „wędrownictwa” i projekt stopnia wędrowniczki, stworzyła też szereg sprawności dla starszych dziewcząt. Na Zlot Jubileuszowy w Spale w 1935 jako służbę Chorągwi Wołyńskiej dla zlotu przygotowała „ognisko wędrownicze” – izbę z materiałami z dziedziny metodyki wędrownictwa, w której uczestniczki mogły otrzymać radę i pomoc w organizowaniu wędrowania. Zamierzała pogłębić swoją wiedzę teoretyczną, dlatego w 1938 wróciła do Warszawy, aby podjąć studia z dziedziny pedagogiki i psychologii.

### Okres konspiracji
Po wybuchu II wojny światowej w pierwszych dniach września 1939 włączyła się do pracy Pogotowia Chorągwi Warszawskiej, m.in. pełniła służbę w pomocniczym szpitalu wojskowym przy ul. Kopernika 11/13 (przez pewien czas kierowała tym szpitalem) oraz w szpitalu przy Bonifraterskiej. Na prośbę harcerek przyjęła ponownie funkcję komendantki Chorągwi Warszawskiej i zarazem komendantki Pogotowia Wojennego Harcerek. Od początku istnienia była członkiem Związku Walki Zbrojnej – Armii Krajowej. Zorganizowała struktury organizacji konspiracyjnej i opracowała zasady podziemnej działalności. Aby zabezpieczyć organizację przed dekonspiracją, stworzyła trzy odrębne okręgi. Mimo niesprzyjających warunków, przez cały okres okupacji stan liczebny organizacji wzrastał, odbywały się regularne zbiórki, wycieczki, a nawet obozy. Prowadzono tajne kształcenie drużynowych i instruktorek, w którym sama brała udział. Prowadziła pierwszy okupacyjny kurs podharcmistrzowski „Stare Miasto”, zorganizowany w 1941–1942 w Izabelinie; jego uczestniczki stworzyły stały zastęp instruktorski, który wkrótce stał się zalążkiem hufca o tej samej nazwie. Falkowska współorganizowała tajne seminaria pedagogiczne, inspirowała do udziału w grupach dyskusyjnych, wspierała inicjatywy harcerek (np. zorganizowanie punktu dożywiania dzieci i młodzieży), zorganizowała w 1941 spółdzielnię harcerską „Zespół” przy ul. Próżnej 8, która pozwoliła licznym harcerkom na zdobywanie środków do życia – działały w niej warsztat krawiecki i pantoflarski oraz wytwórnia torebek i pasków.
Współdziałała z Harcerskim Sanitariatem Warszawy, m.in. wizytując patrole sanitarne, i z Oddziałem Łączności Komendy Głównej ZWZ w szkoleniu harcerek na łączniczki. Jesienią 1942 roku władze Polski Podziemnej wyznaczyły ją na jedną z dwóch zastępczyń szefa Wojskowej Służby Kobiet AK Marii Wittek, funkcję tę pełniła do 4 czerwca 1944. Wiązało się to z rezygnacją z funkcji komendantki chorągwi. Mimo to w dalszym ciągu służyła radą i była w stałym kontakcie ze swoją następczynią Wandą Kamieniecką-Grycko. Prowadziła kształcenie: kursy drużynowych, podharcmistrzyń i w 1944 kurs harcmistrzowski z udziałem przedwojennych harcmistrzyń. Uczestniczyła w pracy ze zwykłymi harcerkami, przyjmując przyrzeczenie harcerskie lub uczestnicząc w uroczystych zbiórkach drużyny.
Równocześnie pełniła szereg innych funkcji w konspiracyjnych strukturach wojskowych: Służbie Zwycięstwu Polski, później Związku Walki Zbrojnej i Armii Krajowej. Od 1942 współdziałała w Komendzie Głównej AK z komórką „Pomoc Żołnierzowi”, prowadząc pracę wychowawczą z kobietami rekrutowanymi do tej służby. Przygotowywała ludzi do przyszłej pracy na Ziemiach Odzyskanych i utrzymywała łączność z obozami pracy przymusowej w Niemczech. W sierpniu 1943 roku prowadziła w Izabelinie obóz kursu drużynowych „Plejady”.
Przez całą okupację pracowała jako nauczycielka fizyki, ucząc w szkole i udzielając korepetycji. Dodatkowo kontynuowała rozpoczęte w 1938 studia, uczęszczając na tajne komplety filozofii, psychologii i pedagogiki profesorów Uniwersytetu Warszawskiego: Tadeusza Kotarbińskiego, Stefana Baleya i Sergiusza Hessena.
Na czas powstania warszawskiego najprawdopodobniej otrzymała przydział do obsługi komunikacji radiowej z zagranicą. W dniu wybuchu powstania 1 sierpnia 1944, po opuszczeniu swojego tymczasowego mieszkania przy ul. Rudawskiej 3 nie zdołała stawić się na wyznaczony posterunek; dotarła tylko do rogu Filtrowej i Al. Niepodległości. Nie mogąc się przedostać dalej, zatrzymała się w mieszkaniu doktorstwa Zachertów (al. Niepodległości 221) i pierwsze dni powstania spędziła na Ochocie, wśród ludności cywilnej, odcięta od walk. 7 sierpnia na podwórze domu, w którym przebywała, wtargnęli żołnierze kolaboracyjnej brygady RONA. Osoby znajdujące się w mieszkaniach, wśród nich Jadwiga Falkowska, były wyprowadzane i rozstrzelane. Początkowo została pochowana na podwórku domu, potem wraz z innymi pomordowanymi w Alei Niepodległości, a w październiku 1945 prochy jej przeniesiono na Cmentarz Wojskowy na Powązkach. Spoczywa w Alei Zasłużonych (kwatera 27A-tuje-1). Przy grobie Falkowskiej co roku 1 sierpnia po południu spotykają się warszawskie instruktorki harcerskie, aby uczcić jej pamięć.

## Życie prywatne
Jej brat, Adolf Falkowski był lekarzem psychiatrą i również uczestniczył w powstaniu warszawskim.

## Ordery i odznaczenia
- Krzyż Niepodległości (16 marca 1937)[7]
- Krzyż Kawalerski Orderu Odrodzenia Polski (11 listopada 1934)[8]
- Krzyż Walecznych
- Złoty Krzyż Zasługi z Mieczami[9]
- Srebrny Krzyż Zasługi (19 marca 1931)[10]

## Upamiętnienie
Jadwiga Falkowska jest patronką kilku drużyn harcerskich.

## Publikacje

### Książki
- Czym są sprawności? (wstęp do książki Sprawności harcerek)
- Dzieje żeńskich kursów instruktorskich
- Konferencje programowe instruktorek na tle rozwoju harcerskiej myśli wychowawczej
- Rzut oka na rozwój Harcerstwa Żeńskiego w Polsce
- Skautki polskie – zarys organizacyjny (wspólnie z Kazimierzem Wyrzykowskim, Andrzejem Małkowskim i Emilią Czechowiczówną).